# Witków (gromada w powiecie kamiennogórskim)
Witków – dawna gromada, czyli najmniejsza jednostka podziału terytorialnego Polskiej Rzeczypospolitej Ludowej w latach 1954–1972.
Gromady, z gromadzkimi radami narodowymi (GRN) jako organami władzy najniższego stopnia na wsi, funkcjonowały od reformy reorganizującej administrację wiejską przeprowadzonej jesienią 1954 do momentu ich zniesienia z dniem 1 stycznia 1973, tym samym wypierając organizację gminną w latach 1954–1972.
Gromadę Witków z siedzibą GRN w Witkowie utworzono – jako jedną z 8759 gromad na obszarze Polski – w powiecie kamiennogórskim w woj. wrocławskim, na mocy uchwały nr 16/54 WRN we Wrocławiu z dnia 2 października 1954. W skład jednostki weszły obszary dotychczasowych gromad Witków i Jaczków ze zniesionej gminy Sędzisław w tymże powiecie. Dla gromady ustalono 15 członków gromadzkiej rady narodowej.
Gromadę zniesiono między 2 lipca 1956 a 26 listopada 1957 (brak dostępu do odpowiedniej uchwały); gromada Witków wymieniona jest jeszcze w oficjalnym spisie gromad Urzędu Rady Ministrów według stanu z 1 lipca 1956, natomiast nie występuje już w wykazie gromad w uchwale PRN w Kamiennej Górze z 26 listopada 1957. Najprawdopodobniej jej obszar został włączony do gromady Czarny Bór w tymże powiecie.